# Дудоров, Анатолий Алексеевич
Анатолий (Аркадий) Алексеевич Дудоров (3 декабря 1915, Москва — 1997) — советский и российский актёр кино и дубляжа, кинорежиссёр.

## Биография
Анатолий Дудоров родился 3 декабря 1915 года в Москве. В 1944 году окончил актёрское отделение Театрального училища имени М. С. Щепкина. С 1935 года работал осветителем киностудии «Мосфильм», режиссёром которой он стал с 1959 года, потом, в 1958-1959 гг., был режиссёром Свердловской киностудии. Снялся в нескольких фильмах.
Умер в 1997 году.

## Фильмография

### Актёр
- 1947 — Весна — работник киностудии (нет в титрах)
- 1951 — Сельский врач — Анатолий Алексеевич Тёмкин, врач
- 1954 — Верные друзья — заместитель Неходы
- 1954 — Запасной игрок — болельщик
- 1957 — Тугой узел — Серафим Обыдённов, инструктор райкома партии
- 1961 — Евдокия — судья
- 1963 — Конец и начало — эпизод
- 1969 — Суровые километры — Паламарчук, шофёр
- 1981 — Его отпуск — прохожий у завода «Красный луч»

### Дубляж
- 1955 — Доктор Роберт Майер / Robert Mayer — der Arzt aus Heilbronn — Hofrat Ernst von Zeller (роль Херварта Гроссе)

### Режиссёр
- 1957 — Звёздный мальчик (фильм-спектакль, совместно с Е. Зильберштейном)
- 1958 — Ваня (совместно с Аркадием Шульманом)
- 1959 — Хмурый Вангур
- 1962 — После бала (короткометражка)
- 1971 — Веришь, не веришь (совместно с Евгением Васильевым)
- 1971 — Большие перегоны